# Capuns
I Capuns sono un piatto tradizionale grigionese, involtini a base di un impasto (farina e uova cui vengono generalmente aggiunti pezzetti di affettato tagliato a dadini come carne secca, landjäger, prosciutto cotto, andutgel o salsiz), avvolto in una foglia di costa (o di bietola da taglio), bolliti nel latte e nel brodo e poi serviti con un pizzico di speck, formaggio oppure cipolle.

## Storia
Nominato già in documenti del 1742 da Nicolin Sererhard di Zernez che scriveva: «Questi involti sono un ottimo pasto per le buone forchette e i braccianti nonché un cibo nutriente per tutto il popolo, d'estate come d'inverno».
Si tratta di un piatto piuttosto difficile da trovare nei ristoranti al di fuori delle zone romance dei Grigioni anche se negli ultimi anni (complice un marcato sviluppo turistico di queste valli) la popolarità dei capuns è cresciuta tanto da diventare uno dei simboli del cantone.